# Sphagnum angustifolium
Sphagnum angustifolium ist ein zur Sektion Cuspidata gehörendes, zierliches Torfmoos und durch die deutlich langen, zugespitzten Astblättern, den kleinen dreieckig stumpfgespitzten Stammblättern und der grünlichen Färbung bereits makroskopisch von anderen Sphagnen differenzierbar. Es wird im deutschen Sprachraum Schmalblättriges Torfmoos und auch Kurzblättriges Torfmoos genannt.

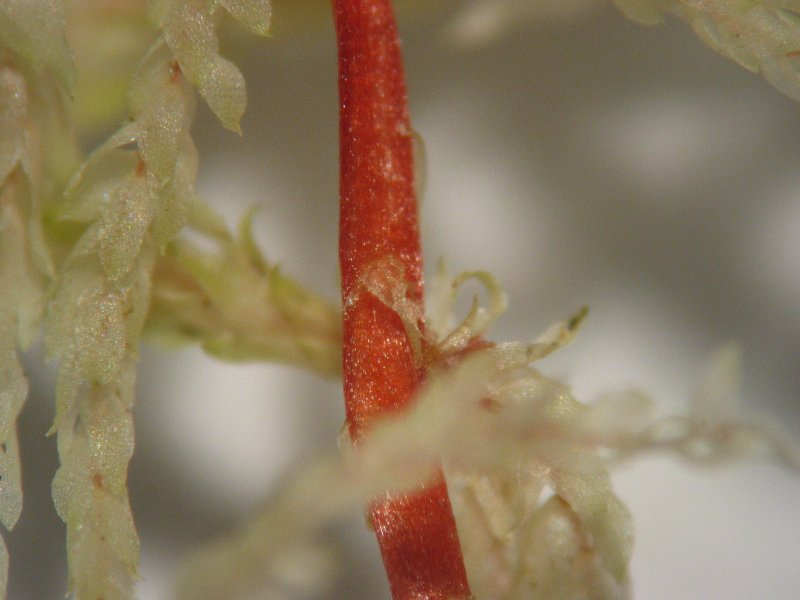
Sphagnum angustifolium: rötliches Stämmchen

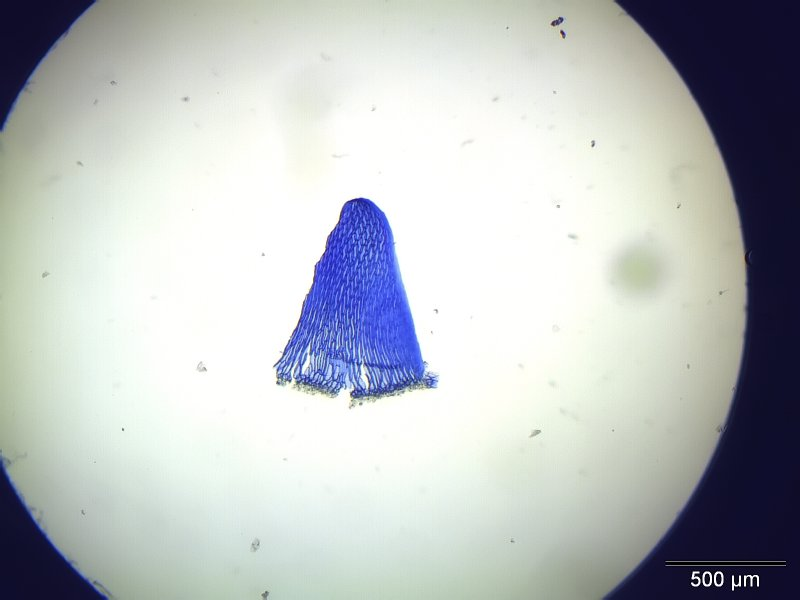
Sphagnum angustifolium: Stammblatt

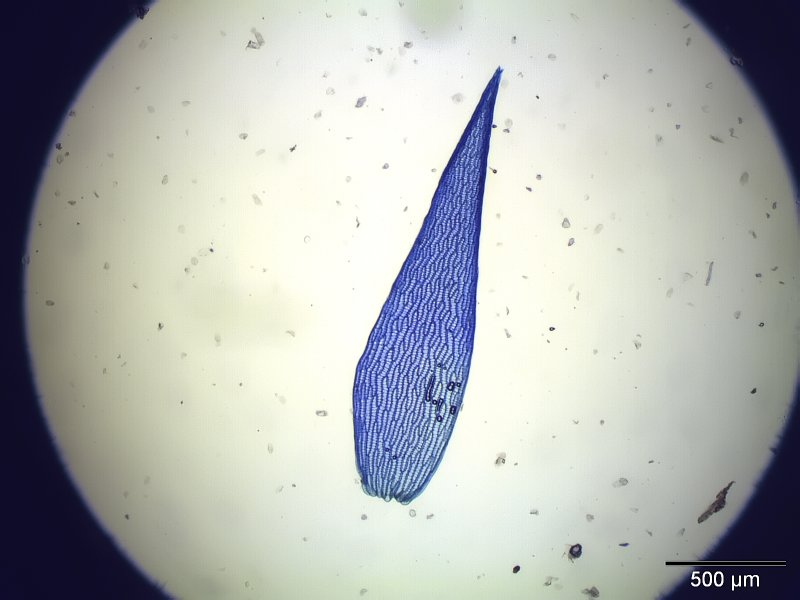
Sphagnum angustifolium: Astblatt

## Erkennungsmerkmale
Die mittelkräftigen Pflanzen sind meist gelblich braun gefärbt, seltener treten reingrüne Pflanzen auf. Die Äste sind in Büscheln zu viert oder fünft organisiert, meist stehen 2 oder 3 von ihnen ab.
Die Epidermis des Stammes ist nicht ausgebildet. Die Sklerodermis ist hyalin. Die kleinen, dreieckig geformten Stammblätter sind zugespitzt, haben eine abgerundete oder ausgefranste Spitze und sind etwa 1 mm im Durchmesser. Die Stammblatt-Hyalocyten weisen nur wenige Fasern und Poren auf.
Die länglich lanzettlichen, etwa 2 bis 3 mm langen Astblätter verlaufen allmählich in eine Spitze. Im trockenen Zustand sind die Astblätter nur wenig gewellt. Die Astblatt-Hyalocyten weisen auf der Innen- und Außenseite kleinere, oft undeutliche Poren auf. Die im Querschnitt dreieckigen Chlorocyten stehen auf der Außenseite frei. Auf der Innenseite werden sie gewöhnlich von den Hyalocyten eingeschlossen.
Verwechslungsgefahr besteht vor allem mit dem Trügerischen Torfmoos (Sphagnum fallax), dessen Schopfästchen gerade und gestutzt sind. Die anliegenden Äste sind länger als die abstehenden. Auch sind die Astblätter trocken nur wenig wellig und etwas schmaler als beim Trügerischen Torfmoos. Die Stängelblätter sind dreieckig und an der Spitze leicht abgerundet und etwa so lang wie breit, was Sphagnum angustifolium auch von Baltisches Torfmoos (Sphagnum balticum) und Sphagnum flexuosum unterscheidet. Ein sicheres mikroskopisches Merkmal ist aber immer die fehlende Epidermis.

## Vorkommen
Sphagnum angustifolium besiedelt oligo- bis mesotrophe, mittelsaure Moore und sumpfige Standorte. Es besitzt eine circumboreale Verbreitung. In den temperierten kontinentalen Regionen ist es häufiger, während es an den Küsten seltener vorkommt. Typische Begleitmoose sind das Gefranste Torfmoos (Sphagnum fimbriatum) oder auch Zierliches Torfmoos genannt, in Hochmooren das Trügerische Torfmoos (Sphagnum fallax), Magellans Torfmoos (Sphagnum magellanicum) oder das Rötliche Torfmoos (Sphagnum rubellum) und in Niedermooren das Russow-Torfmoos (Sphagnum russowii) oder Sphagnum teres.